# The Black Keys
The Black Keys er en Indie rock gruppe der blev dannet i USA i 2001. Gruppen består af vokalist/guitarist Dan Auerbach og trommeslager/producer Patrick Carney.
Ved siden af The Black Keys har Dan Auerbach og Patrick Carney også gang i diverse sideprojekter.
Auerbach udsendte i 2009 soloalbummet ”Keep It Hid”, og Patrick Carney er involveret i indiebandet Drummer, som i september 2009 udgav deres debutalbum, ”Feel Good Together”.

## Diskografi
- The Big Come Up (2002)
- Thickfreakness (2003)
- Rubber Factory (2004)
- Magic Potion (2006)
- Attack & Release (2008)
- Brothers (2010)
- El Camino (2011)
- Turn Blue (2014)
- Let's Rock (2019)
- Delta Kream (2021)
- Dropout Boogie (2022)
- Ohio Players (2024)

| Musikgruppe | Spire Denne artikel om en amerikansk musikgruppe er en spire som bør udbygges. Du er velkommen til at hjælpe Wikipedia ved at udvide den. |